# Rhaphidophora todayensis
Rhaphidophora todayensis — вид квіткових рослин із родини Araceae, роду Rhaphidophora. Це ліана, рідним ареалом якої є Філіппіни (Мінданао).